# Guide to Better Living
Guide to Better Living  es el primer álbum de la banda de metal alternativo Grinspoon. El álbum fue lanzado el 16 de septiembre de 1997. El álbum alcanzó el número 11 en la carta de los álbumes ARIA y pasó 36 semanas en las listas nacionales. En los 1998 ARIA Music Awards, Grinspoon recibió una nominación en la categoría Artista Revelación - Álbum Guide to Better Living. El álbum logró un platino certificación de ARIA. Se generó cinco sencillos,  "Just Ace", "Pedestrian", "DC×3", "Repeat", and "Don't Go Away"; with "Just Ace" and "DC×3" en ambos casos alcanzaron el top 50 en el ARIA Singles Chart. El 9 de marzo de 1999, una versión recortada y reordenado del álbum fue emitida para el mercado de América del Norte.

## Antecedentes
Guide to Better Living se grabó a finales de 1996 y a principios de 1997 con McKellar de nuevo, al Rockinghorse Studios de Byron Bay y mezclado en el Studio 301 en Sídney en abril. La banda considera el título, Guide to Better Living, pero con el tiempo decidido sobre Guía para una mejor vida , después de un catálogo de 1960 de Sunbeam productos de línea blanca. Tenía un sonido un poco más pesado que su trabajo anterior. El 16 de septiembre de 1997 lanzaron el trabajo sobre Grudge Records - un sello de Universal Music Australia . Alcanzó el número 11 en los ARIA Albums Charts y el final del año fue certificado de platino con el envío de más de 70.000 unidades en Australia en los premios ARIA Music de 1998,
En Australia una edición limitada se emitió con un CD extra con la única versión de "Just As", cinco canciones que ilustran-vivo sentido del humor y la capacidad de la banda para tocar en vivo y una pista oculta , la acústica "protesta". Las canciones en directo fueron grabadas en Grudgefest en Sídney el sábado 27 de septiembre de 1997. Los Estados Unidos rama de Universal Records firmó la banda a finales de 1998 y liberado una versión alterada de guía para una mejor vida el 9 de marzo de 1999. La cubierta también se modificó con el nombre y título del álbum de la banda escrita en un estilo diferente. El álbum vendió más de 12.000 copias en los EE. UU. en la parte posterior de una extensa gira por la banda en América del Norte con bandas como Creed, Lit, Godsmack y Anthrax. El segundo álbum del grupo, Easy siguió en noviembre de 1999.

## Recepción
De acuerdo al mundial Hogar de la música de Australasia y más en línea (WHAMMO)," después de ser descubierto por Triple J y luego firmado por los sellos de Grudge, este fue el álbum que golpeó a casa - Grinspoon estaban destinados a ser los más rock que hacia abajo aviador-tonos resistente banda de rock de los años 90 ".

## Lista de canciones
Todas las canciones escritas y compuestas por Joe Hansen and Phil Jamieson, except where indicated. 
| American version |                                                  |          |  |
| N.º              | Título                                           | Duración |  |
| 1.               | «Post Enebriated Anxiety» (Jamieson, Pat Davern) | 2:38     |  |
| 2.               | «Black Friday» (Jameison, Davern)                | 2:29     |  |
| 3.               | «DC×3» (Jamieson, Davern)                        | 2:55     |  |
| 4.               | «More Than You Are (live)» (Jamieson)            | 2:57     |  |
| 5.               | «Railrider»                                      | 4:08     |  |
| 6.               | «Pressure Tested»                                | 2:46     |  |
| 7.               | «Repeat» (Jamieson)                              | 3:18     |  |
| 8.               | «Champion»                                       | 2:42     |  |
| 9.               | «Pedestrian»                                     | 2:16     |  |
| 10.              | «NBT» (live)                                     | 2:22     |  |
| 11.              | «Bad Funk Stripe» (Jamieson)                     | 4:43     |  |
| 12.              | «Scalped» (Jamieson)                             | 2:36     |  |
| 13.              | «Boundary»                                       | 2:33     |  |
| 14.              | «Truk» (Jamieson, Davern)                        | 2:42     |  |
| 15.              | «Sickfest» (Jamieson, Davern)                    | 3:12     |  |

## Personal
Banda
- Phil Jamieson - voz, guitarra
- Pat Davern - guitarra
- Joe Hansen - guitarra baja
- Kristian Hopes - batería